# Руперт Томсон
Руперт Томсон (1955) енглески је писац првенствено познат по романима фантастике. Рођен је у Енглеској, област Сасекс. 

## Младост
Рођен је у породици, са тројицом браће. Његова мајка је умрла када је имао 8 година. Када је имао 17 година, додељена му је стипендија Sidney Sussex College u Кембриџу где је студирао средњевековну историју и политичку филозофију. Након што је матурирао, отпутовао је у САД и у Мексико, након којих се сели и живи у Атини где је радио као приватни тутор енглеског језика и том приликом је покушао да напише роман. Године 1978. се преселио у Лондон, где је радио као аутор рекламних текстова. Затим, 1982. напушта свој посао и почиње професионално да пише.

## Каријера писца
Његов први роман, "Dreams of leaving" је купљен од стране Лиз Калдер и објављен од стране Bloom Servy у јуну 1987. године. "Када неко пише тако добро као Томсон, " рекао је магазин New Statesman, "тера те да се запиташ зашто се други људи уопште труде", док је Николас Лезард из дневног листа "Guardian" описао роман "Један од најнезаборавнијих, најрезонантнијих и најпаметнијих парабола о Енглеској који ћете прочитати."
Томсон је написао 11 романа:
- Dreams of leaving (1987)
- The Five Gates of Hell (1991)
- Air and Fire (1993), чија је радња постављена у Баји, Калифорнија (19. век)
- The Insult (1996), био је у ужем избору за Guardian Fiction Prize
- Soft (1998)
- The Book of Revelation (1999), 2006. године је скројен у филм режисерке Ане Кокинос
- Divided Kingdom (2005)
- Death of a Murderer (2007), "Смрт убице" је био у ужем избору за Costa Novel Award (2008), и по мишљењу Дејвида Боувија требало би да се нађе међу 100 романе које треба прочитати барем једном у животу
- Secrecy (2013)[1]
- Katherine Carlyle (2015)[2]
- Never Anyone But You (2018)
- аутобиографија "The Party's Gotta Stop" (2010), the Writers' Guild Non Fiction Book of the Year